# Socjologizm pedagogiczny
Socjologizm pedagogiczny – nurt pedagogiczny rozwijający się od XIX wieku  na gruncie determinizmu społecznego, uzależniający istotę procesu wychowania od warunków środowiska społecznego w którym przebiega. Wartości tkwią w społeczeństwie ("socjo").
 
Socjologizm pedagogiczny był przeciwieństwem pedagogiki naturalistycznej, która na pierwszym miejscu stawiała indywidualność jednostki.
Korzenie:

1) filozofia T. Hobbesa - mówił, że wszystko, co najlepsze łączy się z postępem, rozwojem. Istota społeczna tworzy się dzięki społeczeństwu, które nadaje wartości. Dziecko jako leniwy egoista, nieuspołeczniona istota.

2) teoria społeczna, historia - chcąc poznać człowieka należy rozważyć jego otoczenie (świat społeczny). Oddziaływanie na kogoś poprzez grupę.
Skrajny socjologizm zdegradował pedagogikę do zajmowania się technologią wychowania, za jedynie słuszną naukę uznając socjologię. Traktował  wychowanie jako uspołecznianie jednostki, którą społeczeństwo urabiało, niejako zmuszając do przyjęcia norm, wartości wyznawanych w danej społeczności i postępowanie zgodnie z nimi. Nie brał pod uwagę możliwości przeciwstawienia się jednostki siłom społecznym. Nie uwzględniał też takich czynników w wychowaniu jak warunki ekonomiczne, biologiczne, czy wartości wyznawane przez jednostkę. 
 
Umiarkowany socjologizm nie traktuje uspołecznienia jako wyłącznego wyznacznika wychowania, ujmuje je w szerokim aspekcie oddziaływań zarówno intencjonalnych, jak i naturalnych.
Przedstawiciele: Emile Durkheim, Florian Znaniecki, Paul Natorp, Helena Radlińska, Ryszard Wroczyński.